# 里菲山脉
里菲山脉（Riphaeus Mountains）是月球上一座沿知海西北边缘和风暴洋东南岸分布的不规则山脉，拥有许多细长的山脊线及被侵入的岩浆流覆盖的山谷，大致呈东北-西南走向。
该山脉的月面座标位置为南纬7.7°、西经28.1°，长度约为150公里，但一般地区只宽约30-50公里。值得注意的最接近地表特征是西面小而醒目的陨石坑——欧几里得陨石坑；往北约100公里，则是兰斯伯格陨石坑。
该山脉以古典时代“乌拉尔山脉”的希腊称谓而命名。